# الحدود البرازيلية الكولومبية

خريطة منطقة الحدود بين البرازيل وكولومبيا

الحدود البرازيلية الكولومبية هي الحد الذي يفصل بين أراضي البرازيل وكولومبيا. تبلغ طول الحدود 1,644.2 كيلومتر (1,021.7 ميل). تم ترسيم الحدود في معاهدتين:
- معاهدة فاسكيز كوبو مارتينز لعام 1907، التي أسست الخط من ريو نيغرو باتجاه الشمال الغربي على طول فاصل مستجمعات المياه في نهر الأمازون - نهر أورينوكو، «ثم بشكل عام باتجاه الجنوب على طول مجاري الأنهار المختلفة وأجزاء الخط المستقيم حتى مصب نهر أبابوريس».[1]
- معاهدة الحدود والملاحة النهرية لعام 1928، التي حددت جزء أبابوريس - الأمازون من الحدود باعتباره «خطًا جيوديسيًا مطابقًا لسابقه البرازيلي-البيروفي بعد أن اكتسبت كولومبيا سيادة بلا منازع على المنطقة».[1]

## المدن الحدودية
- البرازيل : تاباتينغا، بنيامين كونستانت، لاوراتي، فيلا بيتنكورت، إيبيرانجا، كوكوي.
- كولومبيا : ليتيسيا، تاراباكا، لا بيدريرا، ميتو، تارايرا، يافاراتي، لا غوادالوبي.

## روابط خارجية
- خريطة الحدود بين البرازيل وكولومبيا
- النقاط الجيوديسية على الحدود بين البرازيل وكولومبيا
- الصحة والنزوح على الحدود بين البرازيل وكولومبيا